# 合田福太郎

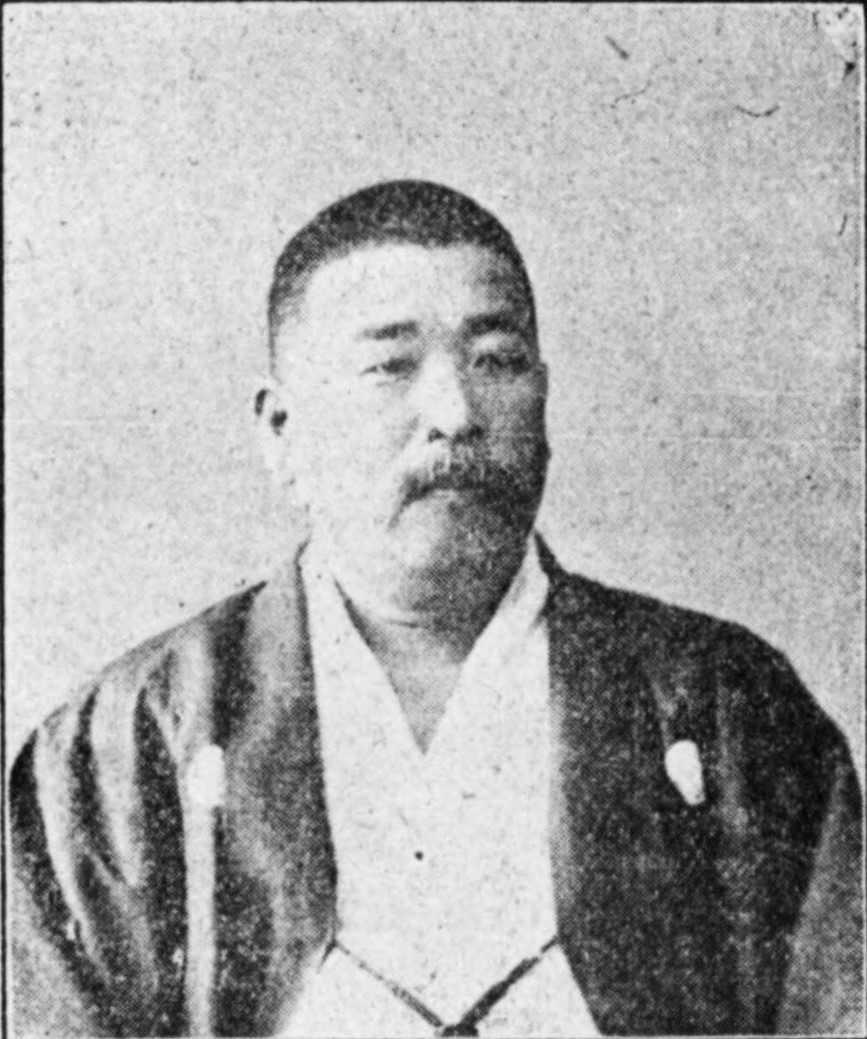
合田福太郎

合田 福太郎（ごうだ ふくたろう、1860年6月23日（万延元年5月5日）‐ 1921年（大正10年）5月29日） は、明治から大正期の日本の政治家。衆議院議員、愛媛県宇摩郡土居村長。

## 経歴
伊予国宇摩郡、のちの愛媛県宇摩郡土居村（土居町を経て現四国中央市) で、精米・瓦製造業、会田基次郎の長男として生まれた。小学校卒業後、尾崎山人（星山）の松菊舎に入り漢学を修めた。1882年（明治15年）愛媛県師範学校高等師範科を卒業した。
郷里の小学校で訓導兼校長を務めた。1889年（明治22年）町村制の施行に伴い土居村が発足すると初代村長に就任した。1891年（明治24年）11月、愛媛県会議員に選出され1898年（明治31年）まで在任。同年3月、第5回衆議院議員総選挙（愛媛県第4区）で当選。1899年（明治32年）9月、県会議員に再選され、郷里関川の大水害被害の県費復旧に尽力した。1902年（明治35年）8月の第7回総選挙（愛媛県郡部）で再選され、以後、第9回総選挙まで2回再選され、衆議院議員に通算4期在任した。
その後、政界を引退し故郷で隠居生活を送っていたが、1918年（大正7年）村民からの要請を受けて土居村長に再度就任した。

## 国政選挙歴
- 第4回衆議院議員総選挙（愛媛県第4区、1894年9月、立憲改進党）落選[5]
- 第5回衆議院議員総選挙（愛媛県第4区、1898年3月、准進歩党）当選[1][5]
- 第7回衆議院議員総選挙（愛媛県郡部、1902年8月、憲政本党）当選[1][6]
- 第8回衆議院議員総選挙（愛媛県郡部、1903年3月、憲政本党）当選[1][6]
- 第9回衆議院議員総選挙（愛媛県郡部、1904年3月、憲政本党）当選[1][6]